# Ute Brückner
Ute Brückner (República Democrática Alemana, 1 de febrero de 1959) es una nadadora alemana retirada especializada en pruebas de  estilo libre, donde consiguió ser campeona mundial en 1975 en los 4x100 metros estilo libre.

## Carrera deportiva
En el Campeonato Mundial de Natación de 1975 celebrado en Cali (Colombia), ganó la medalla de oro en los relevos de 4x100 metros estilo libre, con un tiempo de 3:49.37 segundos que fue récord del mundo, por delante de Estados Unidos (plata con 3:50.74 segundos) y Canadá (bronce con 3:53.37 segundos).